# Palazzo delle Finanze (Reggio Calabria)

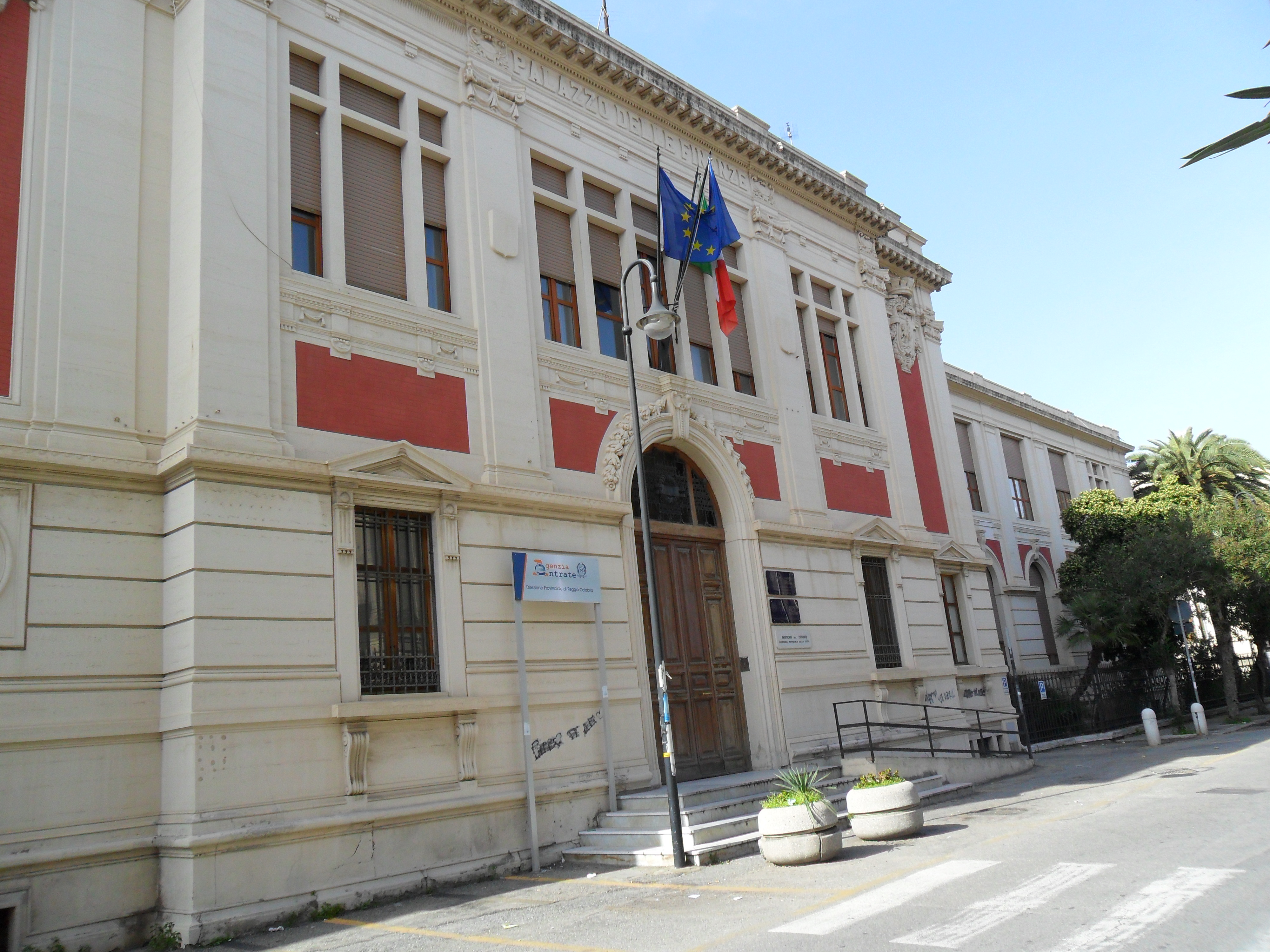
Palazzo delle Finanze in Reggio Calabria, Hauptfassade an der Via dei Fratelli Plutino

Der Palazzo delle Finanze ist ein Palast mit Elementen der Neurenaissance und des Jugendstils aus den 1910er-Jahren in Reggio Calabria in der italienischen Region Kalabrien. Er bedeckt den ganzen Block zwischen Via dei Fratelli Plutino, Via Raffaele Piria, Via del Plebiscito und Via Diego Vitrioli. In dem Palast sind die Büros der Agenzia delle Entrate (dt.: Finanzamt) der Metropolitanstadt Reggio Calabria untergebracht.

## Geschichte
Der Palast wurde zwischen 1909 und 1919 erbaut.

## Beschreibung

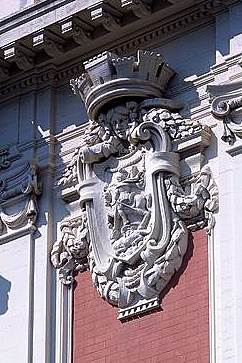
Detail einer Verzierung, das das Wappen der Stadt darstellt

Architektonisch ist das Gebäude durch die Richtlinien der Neorenaissance mit Einflüssen aus dem Jugendstil, z. B. die Dekorationen mit floralen Motiven, gekennzeichnet. Die Fassaden sind durch die Lage des Blocks gestaffelt und so hat das Gebäude zwei Vollgeschosse und ein Tiefparterre an der Via dei Fratelli Plutino, während es an der gegenüberliegenden Seite drei Vollgeschosse hat.
Die Fassaden sind so aus zwei Arten zusammengesetzt. Zur ersten Art gehört die Fassade des Tiefparterres und des Erdgeschosses in glattem Bossenwerk, das alle Wände im Bereich des Höhenunterschiedes zwischen den beiden Straßen bedeckt, während zur zweiten Art die Fassaden der oberen Stockwerke gehören, reicher an dekorativen Elementen, gekennzeichnet durch Lisenen mit ionischen Kapitellen, die die Fassade vertikal teilen, ebenso wie Teile mit Wänden aus Sichtmauerwerk, was ein angenehmes Farbenspiel ergibt.
Das Gebäude hat zwei Eingänge: Der Haupteingang an der Via dei Fratelli Plutino ist ein Rundbogenportal, verziert mit floralen Motiven und einer Lünette und durch ein Gittertor verschlossen. Der Nebeneingang an der Via Raffaele Piria dagegen hat einen Architrav und darüber eine dreigeteilte Lünette. Die Fassaden sind durch unterschiedliche Anordnung von Fenstern gekennzeichnet: In den unteren Geschossen sind einige mit Architraven versehen und über ihnen sind dreieckige Tympana angebracht, andere haben Rundbögen und in der Nähe des Haupteingangs sind sie oval. Die im Obergeschoss, über dem Portal, sind dreigeteilt oder fünfgeteilt und der Rest ist mit Architraven versehen.
An der Hauptfassade erregt auf Höhe des Traufgesimses ein Paar Stuckreliefe, auf denen das Stadtwappen abgebildet ist, die Aufmerksamkeit des Betrachters. Das Gebäude wird durch ein dekoriertes Gebälk abgeschlossen, über dem das Traufgesims angeordnet ist, das durch kleine Konsolen im unteren Teil bereichert wird, ebenso wie durch eine einfache Brüstung, unterbrochen durch kleine Reliefsäulen.